# Johnny Thomsen
Johnny Thomsen (* 26. Februar 1982) ist ein dänischer ehemaliger Fußballspieler.

## Vereinskarriere
Johnny Thomsen entstammt der Jugendabteilung des FC Fredericia. 2002 wurde er in die erste Mannschaft des Vereins, der in der Viasat Sport Division, der zweiten dänischen Liga, spielenden Vereins geholt. Den Aufstieg in die SAS-Liga, der ersten Liga Dänemarks, gelang aber nie. Im Januar 2006 wechselte Thomsen daher in die SAS-Liga und heuerte bei Sønderjysk Elitesport an, wo er bis Anfang 2011 spielte. Dann wechselte er zum dänischen Hauptstadtverein FC Kopenhagen. Ab 2012 lief er für acht Jahre bis zum Karriereende für den Randers FC auf.

## Nationalmannschaft
Am 11. August 2010 gab Thomsen, gegen Deutschland (2:2), sein Debüt für Nationalmannschaft Dänemarks. Er wurde in der 28. Minute für Simon Poulsen eingewechselt.